# Polska Jest Najważniejsza
Polen is het Belangrijkst (PJN) (Pools: Polska Jest Najważniejsza) was een centrumrechtse politieke partij in Polen, die heeft bestaan van 2010 tot 2014.
PJN werd opgericht op 12 december 2010 door een groep leden van de Sejm en het Europees Parlement, die kort daarvoor uit de partij Recht en Rechtvaardigheid (PiS) waren gezet of gestapt. Voorzitter van de partij werd Joanna Kluzik-Rostkowska, die in 2007 enkele maanden minister van Arbeid en Sociale Zaken in de regering van Jarosław Kaczyński en tijdens de presidentsverkiezingen van 2010 diens campagneleider was geweest. Al eerder, op 23 november 2010, was er in de Sejm een gelijknamige fractie van 15 leden ontstaan. In januari 2011 traden tot deze fractie ook enkele parlementariërs van het Burgerplatform toe.
De partij gold vooral als een gematigde, liberalere variant van de PiS, maar miste een programmatische basis en viel al snel ten prooi aan interne conflicten. Kluzik-Rostkowska werd op 4 juni 2011 opgevolgd door Paweł Kowal en verliet enkele dagen later de partij, om vervolgens toe te treden tot het Burgerplatform. Ook andere parlementariërs van PJN verlieten de fractie. Op 4 augustus van dat jaar nam de partij deel aan de parlementsverkiezingen, maar behaalde niet meer dan 2,19% van de stemmen, niet genoeg voor een zetel.
Op 7 december 2013 besloot PJN zichzelf op te heffen om toe te treden tot de nieuwe partij Polska Razem van voormalig minister van Justitie Jarosław Gowin, die eerder (samen met onder meer John Godson) uit het Burgerplatform was gestapt. Formeel bleef ze nog bestaan tot 14 februari 2014, de dag waarop de nieuwe partij officieel werd geregistreerd.